# Eimsbütteler Turnverband
El Eimsbütteler Turnverband es un equipo de fútbol de Alemania que juega en la Oberliga Hamburg, la quinta división nacional.

## Historia
Fue fundado el 12 de junio de 1889 en la ciudad de Eimsbüttel en Hamburgo originalmente como un club de gimnasia pero al no tener los miembros suficientes para sobrevivir decidieron fusionarse con el Hamburg-Eimsbütteler Turnverein el 19 de febrero de 1898 con el fin de que existiera una entidad deportiva común en la ciudad. El 12 de mayo de 1906 se establecería la sección de fútbol, la cual clasificaría a los torneos regionales en los años posteriores, donde incluso llegó a la final de la Copa de Norte donde perdió por 1-3 ante el Holstein Kiel.
Los años dorados del club serían entre los años 1930 y años 1940 donde fue campeón en cinco ocasiones de la desaparecida Gauliga Nordmark, llegando a competir con los equipos grandes de Hamburgo como Hamburger SV y FC San Pauli, donde incluso en la fase nacional venció en dos ocasiones al FC Schalke 04, el club más dominante durante el periodo nazi y fue subcampeón nacional en 1940 donde pierde la final ante el Dresdner SC. En esos años también fue un participante recurrente en la Copa de Alemania. En 1941 se vieron forzados a jugar en la Gauliga Hamburg y sus instalaciones fueron afectadas por los disturbios a causa de la Segunda Guerra Mundial.
Al terminar la guerra pasaron a jugar en la Oberliga Hamburg y más adelante jugaron en la Oberliga Nord por ocho temporadas hasta descender a la Amateurliga Hamburg en 1956 pero luego de la creación de la Bundesliga de Alemania en 1963 fueron en caída libre hasta la reunificación alemana ya que en 1998 llegaron a jugar en la Oberliga Hamburg/Schleswig-Holstein, que en ese entonces era una liga de tercera categoría.
En la temporada 2010/11 gana por primera vez la Copa de Hamburgo, pero la mayor parte del plantel y cuerpo técnico abandonaron al club al no tener aumento salarial. En la temporada 2022/23 logra el ascenso a la Regionalliga Nord por primera vez en su historia.

## Secciones activas del club
- Arquería
- Béisbol
- Baloncesto
- Voleibol de playa
- Boxeo
- Canotaje
- Danza
- Esgrima
- Faustball
- Floorball
- Fútbol
- Balonmano
- Hockey sobre hierba
- Patinaje
- Judo
- Karate
- Kickboxing
- Kung fu
- Natación
- Tenis de mesa
- Tennis
- Atletismo
- Voleibol

## Palmarés
- Gauliga Nordmark: 5 (I)

1934, 1935, 1936, 1940, 1942
- Stadtliga Hamburg: 1 (II)

1948
- Amateurliga Hamburg: 1 (II)

1959
- Landesliga Hamburg-Hansa: 1 (VI)

1998
- Hamburg Cup:

2011
- Bezirksliga Hamburg-Nord: 1 (VII)

2019